# Ctenotus olympicus
Ctenotus olympicus är en ödleart som beskrevs av Hutchinson och Donnellan 1999. Ctenotus olympicus ingår i släktet Ctenotus och familjen skinkar. Inga underarter finns listade i Catalogue of Life.
Ctenotus olympicus liknar ungefär en skogsödla i utseende. Den har på ryggens topp tre smala längsgående svarta linjer med ljusa kanter. På kroppssidorna förekommer många oregelbundna fläckar. Fram mot svansen blir de mörka mönstren glesare. Kroppslängden utan svans är maximal 75 cm.
Arten förekommer i sydöstra Australien, främst i delstaten South Australia samt i angränsande regioner av Northern Territory, Queensland, New South Wales och Victoria. Utbredningsområdet ligger i låglandet kring Eyresjön och Lake Torrens. Habitatet utgörs av öknar och torra buskskogar med mindre områden där berget ligger i dagen eller med stenar som ger skydd.
Ibland faller ett exemplar offer för en tamkatt. I regionen förekommer en nationalpark och andra skyddszoner. IUCN listar arten som livskraftig (LC).
Honor lägger ägg. Per tillfälle läggs 3 eller 4 ägg. Individerna är dagaktiva och de äter ryggradslösa djur. De gräver gömställen under stenar eller vid buskarnas rötter. Naturliga jordhålor används likaså.